# Playa de As Fontes
La playa de As Fontes (también conocida como arenal de la Batería o playa de los Olmos) es una de las playas que pertenecen a la ciudad de Vigo, está situada en la parroquia de Alcabre.

## Características
Playa bordeada por viviendas unifamiliares, que forma parte del conjunto de pequeñas playas que se desarrollan al este del gran arenal de Samil. Pertenece a la parroquia de Alcabre y tiene una longitud superior a los 200 metros y una anchura media de 16 metros. En la playa y sus proximidades, existen varios islotes cercanos a la orilla, zona apropiada para el buceo. En el promontorio de la izquierda de la playa se encuentra un pinar acondicionado y una senda litoral. Se comunica pie con la siguiente playa de Mourisca.

## Servicios
Cuenta con rampas de acceso, papeleras, ducha, servicio de limpieza, chiringuitos y merenderos.

## Accesos
Acceso rodado hasta las inmediaciones de la playa, a la que se accede directamente por una rampa. Avenida de Samil.
Los autobuses urbanos de Vitrasa que prestan servicios a esta playa son las siguientes líneas: L10, C15A, C15B y C15C.

## Otros
Playa de ambiente familiar. Restos de una batería de la Guerra Civil Española. En la siguiente playa se encuentra el Museo del Mar de Galicia.